# Campeonato Mundial de Clubes de la FIVB de 1991
El Campeonato Mundial de Clubes de la FIVB de 1991 fue la tercera edición del Campeonato Mundial de Clubes de la FIVB, realizada entre el 22 y el 27 de octubre del 1991, en la ciudad de São Paulo, Brasil. 

## Equipos participantes
Igual que en la anterior también en esa edición participaron 8 equipos, 4 campeones continentales y 4 wild card.
Como campeones el VC CSKA Moscú (Europa), el Banespa São Paulo (Sudamérica), el Taiwán (Asia) y el Club Africane (África). Los equipos invitados como wild card fueron el detentor del título Volley Gonzaga Milano, los puertoricanos de Naranjito representante de NORCECA, el Porto Ravenna Volley y el AA Frangosul.

## Clasificación final
| 1º | Porto Ravenna Volley  |
| 2º | Banespa São Paulo     |
| 3º | Volley Gonzaga Milano |
| 4º | AA Frangosul          |
| 5º | Taiwán                |
| 6º | VC CSKA Moscú         |
| 7º | Club Africane         |
| 8º | Naranjito             |

## Campeón
| Campeón del Mundo por Clubes de 1991 |
| ------------------------------------ |
| Porto Ravenna Volley 1º Título       |